# 874

## Събития
- Ингоулвур Артнарсон, първият норвежки заселник в Исландия, се установява в района на днешния Рейкявик